# БМ-27 Ураган
БМ-27 Ураган (Руски: Ураган, Нато индекс 9П140) је самоходни вишецевни бацач ракета пројектован у Совјетском Савезу. Започео је са својом службом у совјетској армији касних 1970-тих, то је био први покретљиви, ротирајући и стабилизациони, тешки вишецевни бацач ракета. Главни конструктор система био је Александар Никитович Ганичев. Уз учешће совјетског конструктора артиљеријских система Јурија Николајевича Калачникова који је дизајнирао борбено возило.

## Опис
БМ-27 Ураган је способан да испаљује 220 mm ракете из 16 лансирних цеви монтираних на задњем делу ЗИЛ-135 8x8 шасије. Возило је слично као и оно које се користи за Луна-М7 ракетни систем. Возило покрећу два бензинска мотора која покрећу 20 тона тешко возило до максималне брзине од 65 km/h. Један мотор покреће четири точка на левој страни камиона, док други покреће остала четири на десној страни возила. ЗИЛ-135 има погон на 8 точкова, али се само предња и задња осовина могу користити за управљање. Поседује максимални пречник кретања до даљине од 500 километара.
Кабина ЗИЛ-135 возила има заштиту од средстава за масовно уништење (нуклеарног, хемијско, биолошког оружја), што му омогућује да испаљује ракете без потребе да за изласком посаде из возила, што онемогућује њено излагање штетним дејствима спољашњости. Четворочлана екипа може разместити и уклонити систем после гађања у року од 3 минута.
Пре паљбе, стабилизациони конектори морају бити спуштени а штит за заштиту од експлозивних напада како би заштитио кабину и њену посаду. Индиректно усмеравање ватре на означени циљ постиже се употребом ПГ-1 панорамског телескопа. Иако не постоји нишан за ноћно дејство, возач лансирног возила је опремљен уређаје за ноћно осматрање.
БМ-27 може да користи високо-експлозивне парчадне, хемијске, ИЦМ касетне мине (ПТМ-3 или ПФМ-1) или ракете са касетним пуњењем, које се све могу активирати електронски уз помоћ упаљача са тајмером. Свака ракета тежи 280,4 килограма. Бојева глава тежи између 90 и 100 килограма, у зависности од врсте. Пун плотун од 16 ракета може се испалити за 20 секунди и може погодити мету са растојања од 35 km.
Због величине бојеве главе, домет ракете као и брзине испаљивања плотуна БМ-27 је врло ефикасан при кратком времену за које се размешта. Свака ракета од 220 mm може да распрши 312 против пешадијских мина ПФМ-1. Минско поље може бити створено иза непријатељске линије док се повлачи или послужити да се непријатељ увуче и замку окружи минама. Оваква тактика је често коришћена од стране совјетске војске у Авганистану.
Када се испали целокупно пуњење ракета, 9Т452 (још једно возило базирано на ЗИЛ-135) се употребљава за поновно пуњење система ракетама. Оно на себи превози додатне ракете као и кран помоћу кога из возила за пуњење узима ињима пуни цеви у лансеру. Цела процедура траје до 20 минута.

## Даљи развој система
Након повлачења овог система из употребе замењен је напреднијим верзијама Смерч и Ураган-1М.
|  |  |  |

## Муниција
| Номенклатура муниције |                     |                     |                       |                       |                                              |               |                       |
| Индекс пројектила     | Индекс Бојеве главе | Маса пројектила, kg | Дужина пројектила, mm | Маса Бојеве главе, kg | Маса Високо експлозивно/Отровне материје, кг | Тип осигурача | Максимална даљина, km |
| Фугасне               |                     |                     |                       |                       |                                              |               |                       |
| 9М27Ф                 | 9Н128Ф              | 280                 | 4832,5                | 100                   | 51,9                                         | контактни     | 10.35                 |
| Термобаричке          |                     |                     |                       |                       |                                              |               |                       |
| 9М51                  | 9Н515               | 256                 | 5147                  | 143,5                 | 30,2                                         | контактни     | 5.13                  |
| Кассетне              |                     |                     |                       |                       |                                              |               |                       |
| 9М27К                 | 9Н128К              | 270                 | 5178                  | 90                    | 30×0,3                                       | неконтактне   | 10.35                 |
| 9М27К1                | 9Н516               | 270                 | 5178                  | 90                    | 30×0,3                                       | неконтактни   | 10..35                |
| 9М27К2                | 9Н128К2             | 270                 | 5178                  | 89,5                  | 24×1,1                                       | неконтактни   | 10.35                 |
| 9М27К3                | 9Н128К3             | 270                 | 5200                  | 90                    | 312×0,04                                     | неконтактни   | 8.34                  |
| 9М59                  | 9Н524               | 270                 | 5178                  | 90                    | 9×1,85                                       | неконтактни   | 10.35                 |
| Запаљиве              |                     |                     |                       |                       |                                              |               |                       |
| 9М27С                 | 9Н128С              |                     |                       |                       |                                              |               |                       |
| Хемијске              |                     |                     |                       |                       |                                              |               |                       |
|                       | 9Н519               |                     |                       |                       | 20                                           | неконтактни   |                       |

## Врсте
Украјина производи БМ-27 на КрАЗ 6x6 камионској шасији.

## Корисници
- Јерменија — неки БМ-27 наручени 2011. год.
- Авганистан — 18 (у неисправном стању)
- Белорусија — 84
- Доњецка Народна Република — непознато
- Гвинеја — 3
- Иран — непознато
- Казахстан — 180
- Молдавија — 11
- Мјанмар — 35
- Русија — 500—800
- Сирија — 36
- Таџикистан — 12
- Танзанија — 48
- Туркменистан — 54
- Украјина — 139
- Узбекистан — 49
- Вијетнам — непознато
- Јемен — 13